# Anne Libert
Anne Libert (21 de julio de 1946) es una actriz y modelo belga, reconocida por su participación en una gran cantidad de películas de serie B. Realizó la mayor parte de su carrera en Francia en la década de 1970, registrando varias colaboraciones con los directores Jesús Franco y Jean-François Davy. A mediados de la década de 1990 se alejó de los medios.

## Filmografía

### Cine
- 1963 : Le Vice et la Vertu de Roger Vadim
- 1963 : L'Année du bac de José-André Lacour y Maurice Delbez
- 1971 : La Mafia du plaisir de Jean-Claude Roy
- 1972 : 3 filles nues dans l'île de Robinson de Jesús Franco
- 1972 : Dracula, prisonnier de Frankenstein de Jesús Franco
- 1972 : Quartier de femmes de Jesús Franco
- 1972 : La Fille de Dracula de Jesús Franco
- 1973 : Une vierge chez les morts-vivants de Jesús Franco
- 1973 : Les Expériences érotiques de Frankenstein de Jesús Franco
- 1973 : Les Démons de Jesús Franco
- 1973 : Les Ébranlées de Jesús Franco
- 1973 : Le Journal intime d'une nymphomane de Jesús Franco
- 1973 : C'est la queue du chat qui m'électrise de Ernst Hofbauer
- 1973 : Bananes mécaniques de Jean-François Davy
- 1973 : Angela de José María Forqué
- 1973 : Les Confidences érotiques d'un lit trop accueillant de Michel Lemoine
- 1973 : Prenez la queue comme tout le monde de Jean-François Davy
- 1973 : Charlie et ses deux nénettes de Joël Séria
- 1973 : Club privé pour couples avertis de Max Pécas
- 1974 : Les Charnelles de Claude Mulot
- 1974 : Les Ardentes de Henri Sala
- 1974 : Le Plumard en folie de Jacques Lemoine
- 1974 : Q de Jean-François Davy
- 1974 : Serre-moi contre toi, j'ai besoin de caresses de Raoul André
- 1974 : Les Couples du Bois de Boulogne de Christian Gion
- 1974 : Y'a un os dans la moulinette de Raoul André
- 1974 : La Kermesse érotique de Raoul André
- 1974 : Le Rallye des joyeuses de Alain Nauroy
- 1975 : Le Sexe à la barre de Georges Cachoux
- 1975 : La Vie sentimentale de Walter Petit de Serge Korber
- 1975 : Le Chat et la souris de Claude Lelouch
- 1976 : Le Bon et les méchants de Claude Lelouch
- 1977 : Drôles de zèbres de Guy Lux
- 1977 : Lola 77 de Paolo Moffa
- 1977 : Les Petites pensionnaires de Jean-Claude Roy
- 1978 : Six Suédoises au collège de Erwin C. Dietrich
- 1979 : Photos scandale de Jean-Claude Roy
- 1980 : Ta gueule, je t'aime! de Serge Korber
- 1981 : Couples pervers de Maxime Debest
- 1982 : Ça va faire mal! de Jean-François Davy

### Televisión
- 1977 : Minichroniques
- 1979 : Le Vérificateur
- 1979 : Un juge, un flic
- 1981 : Le Rembrandt de Verrières
- 1996 : Le Fou de la tour